# Misumenoides crassipes
Misumenoides crassipes är en spindelart som först beskrevs av Eugen von Keyserling 1880.  Misumenoides crassipes ingår i släktet Misumenoides och familjen krabbspindlar.
Artens utbredningsområde är Colombia. Inga underarter finns listade i Catalogue of Life.